# Sporenkievit
De sporenkievit (Vanellus spinosus) is een vogel uit de familie van de kieviten en plevieren (Charadriidae).

## Kenmerken
De vogel is 25 tot 28 cm lang. De vogel is egaal bruin van boven; de kop, snavel, poten, borst en flanken zijn zwart, terwijl het verenkleed onder het oog tot aan de schouder wit is. In vlucht is te zien dat de arm en handpennen zwart zijn. De vleugeldekveren zijn wit en grijsbruin, net als de rug en mantel. De vogel heet zo omdat aan de duimvleugel sporen zitten. Het mannetje verschilt nauwelijks van het vrouwtje, alleen de sporen bij het mannetje zijn een paar millimeter langer. De vogel lijkt sterk op de Indische sporenkievit (V. duvaucelii).

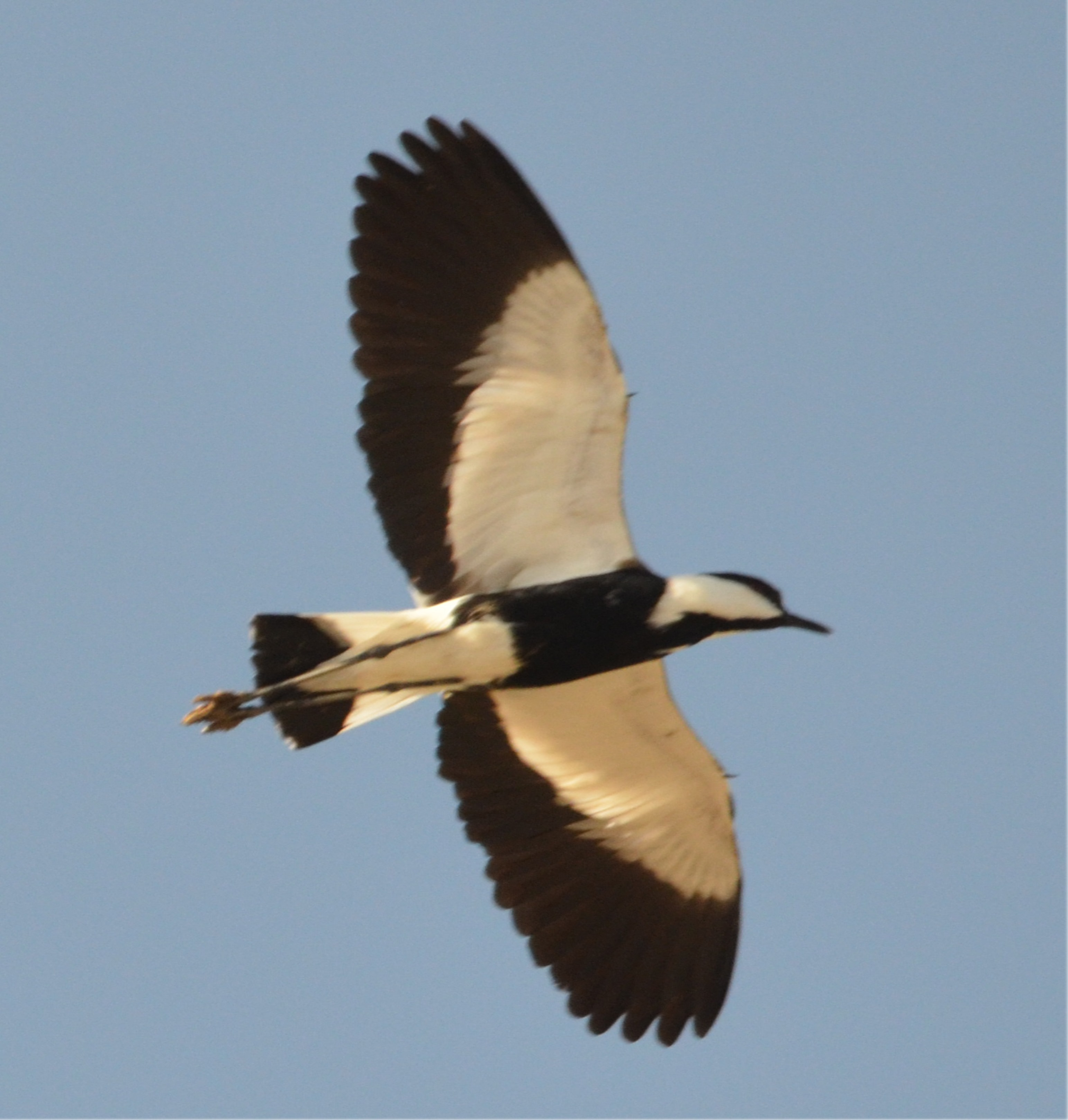
Sporenkievit in vlucht, waarbij de sporen te zien zijn

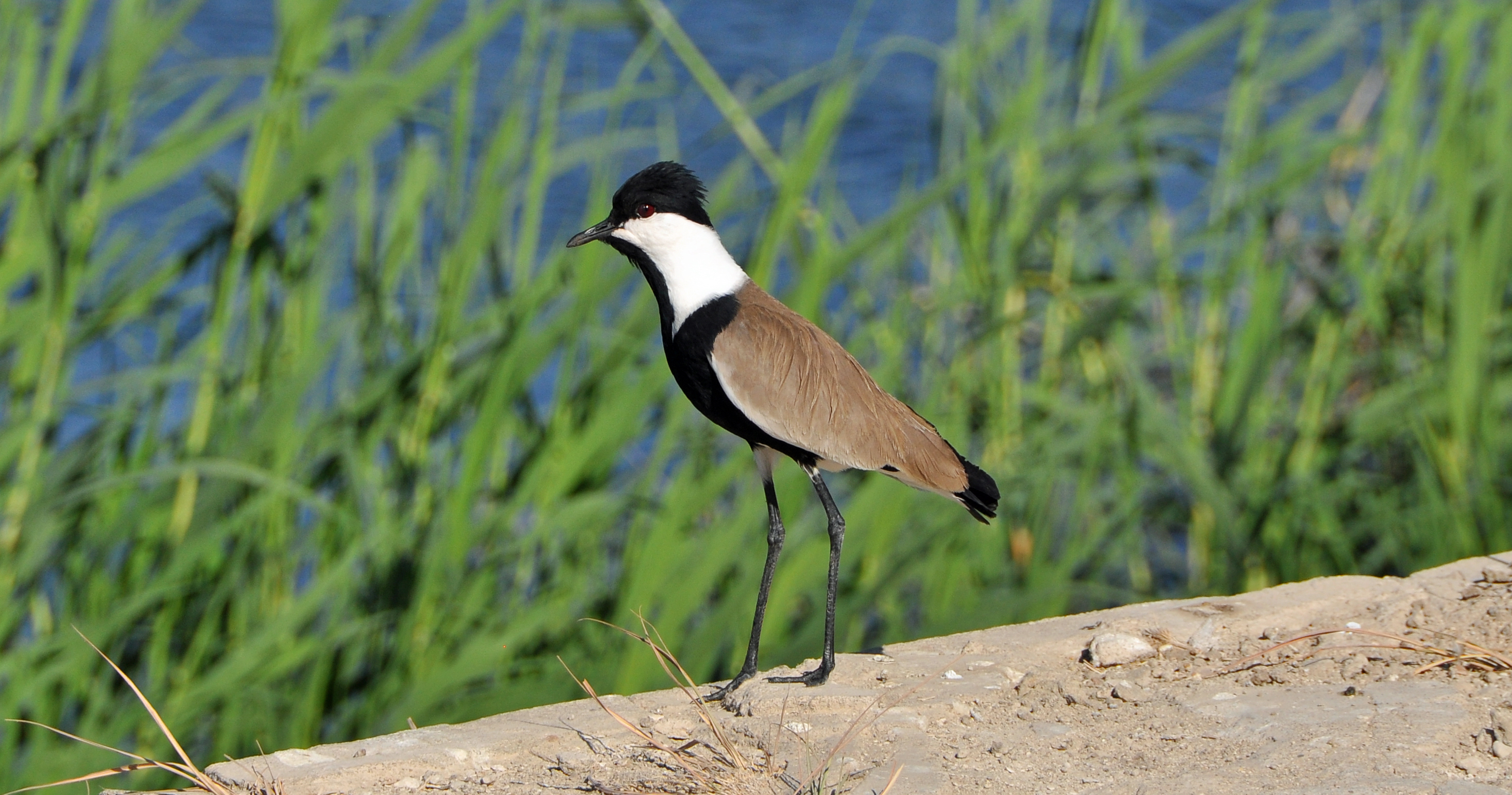
Sporenkievit aan de oever van de Nijl in Egypte

## Voortplanting
Net als de kievit legt de sporenkievit zijn eieren in een kuiltje in de grond, dat spaarzaam met nestmateriaal wordt bekleed. Er worden drie of vier eieren gelegd. Zowel de jongen als de volwassenen dieren eten voornamelijk insecten (in mindere mate wormen).

## Verspreiding en leefgebied
De soort is verspreid over een breed gebied dat loopt van West- naar Oost-Afrika, maar komt plaatselijk ook voor in de zuidelijke Balkan, in delen van het Midden-Oosten. Het leefgebied bestaat uit open, spaarzaam begroeide gebieden, maar in ieder geval altijd in de buurt van water.
In West-Europa is de vogel een dwaalgast.

## Status
De grootte van de wereldpopulatie is in 2015 geschat op 130.000-900.000 volwassen vogels. Men veronderstelt dat de soort in aantal vooruit gaat, daarom staat de sporenkievit als niet bedreigd op de Rode Lijst van de IUCN.